# Marcus Valerius Lollianus

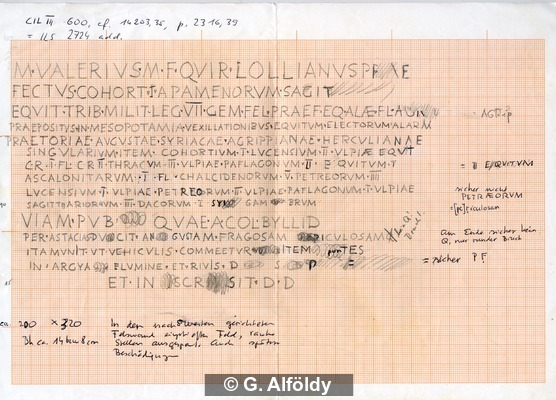
Eine Zeichnung der Inschrift, angefertigt durch Géza Alföldy

Marcus Valerius Lollianus (vollständige Namensform Marcus Valerius Marci filius Quirina Lollianus) war ein im 2. Jahrhundert n. Chr. lebender Angehöriger des römischen Ritterstandes (Eques). Durch eine Inschrift, die bei Byllis gefunden wurde und die auf 165 datiert ist, ist seine militärische Laufbahn sowie sein Wirken als Euerget bekannt.

## Tres militiae
Lollianus stammte aus Byllis und war in der Tribus Quirina eingeschrieben. Seine militärische Laufbahn begann mit den für einen Angehörigen seines Standes üblichen Tres militiae. Er war zunächst Kommandeur (Praefectus) der Cohors I Apamenorum sagittariorum equitata, die in der Provinz Aegyptus stationiert war. Danach diente er als Tribunus militum in der Legio VII Gemina Felix, die ihr Hauptlager in León in Hispania citerior hatte. Im Anschluss übernahm er im Range eines Praefectus equitum die Leitung der Ala Flavia Agrippiana, die in der Provinz Syria stationiert war.

## Praepositus
Danach wurde Lollianus im Range eines Praepositus Kommandeur eines Verbandes, der aus Abordnungen ausgewählter Reiter von Alen und Kohorten gebildet wurde (praepositus in Mesopotamia vexillationibus equitum electorum alarum […] item cohortium), die in der Provinz Syria stationiert waren. Mit diesem Verband nahm er dann am Partherkrieg des Lucius Verus um 161/166 in Mesopotamien teil.
Für den neu gebildeten Verband wurden Reiter aus 6 Alen ausgewählt, aus der Ala praetoria singularium (praetoria), aus der Ala I Augusta Xoitana (Augusta), aus der Ala I Ulpia Syriaca (Syriaca), aus der Ala I Flavia Agrippiana (Agrippiana), aus der Ala I Thracum Herculana (Herculiana) und aus der Ala I Ulpia singularium (singularium) sowie zusätzlich Reiter aus 15 teilberittenen Kohorten, aus der Cohors I Lucensium, aus der Cohors II Ulpia equitata (II Ulpiae equitata civium Romanorum), aus der Cohors I Flavia civium Romanorum, aus der Cohors II Thracum Syriaca (I Thracum), aus der Cohors III Ulpia Paphlagonum, aus der Cohors II equitum, aus der Cohors I Ascalonitanorum, aus der Cohors I Flavia Chalcidenorum, aus der Cohors V Ulpia Petraeorum (V Petreorum), aus der Cohors IIII Callaecorum Lucensium (IIII Lucensium), aus der Cohors I Ulpia Petraeorum, aus der Cohors II Ulpia Paphlagonum, aus der Cohors I Ulpia sagittariorum, aus der Cohors I Ulpia Dacorum (III Dacorum) und aus der Cohors I Sugambrorum tironum (I Syngambrum).
Die Entscheidung, diesen besonderen Verband zu bilden, fiel vermutlich im Stab des Lucius Verus. Lollianus wurde wahrscheinlich als Kommandeur gewählt, weil er bereits die Ala Flavia Agrippiana vor Ort kommandierte und weil er sich wohl in einer besonderen Weise ausgezeichnet hatte; er empfand dieses Kommando offensichtlich als eine große Auszeichnung, da er es in die Inschrift aufnehmen ließ.

## Anlass für die Inschrift
Lollianus ließ als Euerget die öffentliche Straße (viam publicam) aus eigenen Mitteln (de suo) mit der Zustimmung des Decurionenrates (decreto decurionum) befestigten, die von der colonia Byllidensium durch das Gebiet Astacias führte, da sie eng, holprig und gefährlich (angustam fragosam periculosam) war, so dass sie jetzt mit Wagen befahren werden kann (ut vehiculis commetur) und errichtete zusätzlich Brücken über den Fluss Argyas und über Bäche (pontes in Argya flumine et rivis). Um diese Tat zu dokumentieren und um sie als Möglichkeit zur Selbstdarstellung zu nutzen, ließ er die Inschrift in der Nähe seiner Heimatstadt in eine Felswand meisseln.